# سرباز کوچک (فیلم ۱۹۶۰)
سرباز کوچک (به فرانسوی: Le Petit Soldat) فیلمی است از ژان‌لوک گدار کارگردان فرانسوی که در سال ۱۹۶۰ ساخته شد.

## خلاصه فیلم
داستان یک ضد قهرمان به نام «برونو فورستیر» با بازی میشل سوبور در زمان جنگ الجزایر است که به عنوان جاسوس فرانسه مأموریت می‌یابد که رهبر عرب یک گروه چپ‌گرای زیرزمینی را بکشد ولی در نهایت مجبور می‌شود به آمریکای جنوبی بگریزد.

## نمایش عمومی
فیلم به دلیل اینکه دربارهٔ جنگ فرانسه و الجزایر بود سه سال توقیف گردید.